# DB 99 291
Die Lok Baureihe 99 291 war eine dreiachsige Dampflokomotive mit der Spurweite 1000 Millimeter. Sie kam auf verschiedenen Bahnen zum Einsatz.

## Geschichte
Die Lokomotive wurde an die Heeresfeldbahnen geliefert und blieb dann bei der südfranzösischen Tramway de l' Ardeche. 1944 gelangte sie durch die Organisation Todt auf die Insel Wangerooge zum Festungsbau. Nach dem Krieg verblieb sie dort und wurde bei Aufräumarbeiten eingesetzt. 1947 kam sie ins Bahnbetriebswerk Hamburg-Rothenburgsort. Im AW Aalen wurde sie aufgearbeitet und umgebaut und erhielt die Nummer 99 291. Dies war die zweite Besetzung dieser Nummer, zwischen 1943 und 1945 hatte eine Lokomotive im besetzten Luxemburg diese Nummer getragen. Ab 1949 wurde die Lokomotive auf der Walhallabahn eingesetzt. 1952 kam sie auf die Strecke zwischen Mosbach und Mudau. Am 22. Februar 1955 wurde sie ausgemustert und 1960 verschrottet.

## Konstruktive Merkmale
Die Lok besaß einen Blechrahmen. Die außenliegende Heusingersteuerung wirkte auf einen Trick'schen Flachschieber, angetrieben war die dritte Kuppelachse. Die mittlere Achse war ohne Spurkränze. 1952 erhielt sie eine einlösige Westinghouse-Druckluftbremse. Die Wasser- und Kohlevorräte waren seitlich des Kessels untergebracht.